# Багманова, Нурзия Яхиновна
Нурзия́ Яхи́новна Багма́нова (баш. Баһманова Нурзиә Яхъя ҡыҙы, 8 апреля 1963, Рятамак, Башкирская АССР — 12 июля 2024, Москва) — российская бегунья (марафонский бег, сверхмарафон (бег на 100 км)), чемпионка мира и Европы, мастер спорта России международного класса (1992), заслуженный мастер спорта России (2000).

## Биография
Выпускница тренерского факультета Государственного института физической культуры (ГЦОЛИФК). Окончила вуз с красным дипломом. Также являлась ленинской стипендиаткой, победительницей научной конференции по философии среди московских ВУЗов. Член сборной СССР (СНГ) по легкой атлетике в 1990—1992 годах. Член сборной России по легкой атлетике в 1993—1998 годах.
Первая российская спортсменка — чемпионка мира в беге на 100 км.
Жила в Москве.

## Результаты

### Соревнования
| Год  | Соревнование     | Город              | Дата       | Дистанция | Результат                     | Место             |
| ---- | ---------------- | ------------------ | ---------- | --------- | ----------------------------- | ----------------- |
| 1991 | Чемпионат мира   | Флоренция — Фаэнца | 25—26 мая  | 100 км    | 8:42.54                       | 6 (личный зачёт)  |
| 1992 | Чемпионат мира   | Паламос            | 16 февраля | 100 км    | 7:44.37 PB                    | I (личный зачёт)  |
| 1994 | Чемпионат Европы | Винсхотен          | 3 сентября | 100 км    | 7:52.59                       | II (личный зачёт) |
| 1994 | Чемпионат Европы | Винсхотен          | 3 сентября | 100 км    | I[уточнить] (командный зачёт) |                   |

- 1992 год:

1. Победительница открытого чемпионата Испании (Мадрид),
2. Победительница предолимпийского турнира[уточнить] (Испания, Барселона),
3. Призёр открытого чемпионата Бельгии (Торхаут[нидерл.]).
4. По итогам сезона 1992 года, по опросу спортивной общественности[уточнить], признана «Самой выносливой женщиной планеты»[3].

- В 1993 году выиграла Пражский марафон[a][уточнить].
- В 1995 году установила рекорд Европы в беге на 100 км (стадион) (чемпионат России[уточнить], Подольск).
- Победительница многочисленных международных пробегов, марафонов и сверхмарафонов.

## Семья
- Была замужем.
  - Сын — Павел Шведов. Историк анимации. Кинокритик, старший научный сотрудник Государственного центрального музея кино.
  - Дочь — Ярослава Шведова (род. 1987), профессиональная теннисистка, выступающая с 2008 года за Казахстан.

### Комментарии
1. ↑  проводится с 1995